# 三井化学東セロ
アールエム東セロ株式会社（あーるえむとうセロ、英社名：RM TOHCELLO CO., LTD.）は、日本のフィルムメーカー。
セロハン製造メーカーとして1929年（昭和4年）に東京で創業、ポリプロピレンフィルム等のプラスチックフィルムへ事業を拡大、2009年（平成21年）4月には三井化学の100%子会社となり、同グループのフィルム/シート事業の中核を担っていた。2024年（令和６年）４月に会社分割し、ＩＣＴ事業（プロテクトフィルム事業および産業用フィルム･シート事業）を新会社として立ち上げた三井化学ＩＣＴマテリアル株式会社に継承し、パッケージソリューション事業はレンゴー株式会社と株式会社トクヤマの合弁であるサン・トックス株式会社を吸収する形で経営統合し、アールエム東セロ株式会社へと社名を変更。これに伴い、主要株主は三井化学からレンゴーへと変更された。

## 製造・研究拠点
- 工場 - 勝田工場（茨城県ひたちなか市）、茨城工場、古河製造部（茨城県古河市）、*潮来工場（茨城県潮来市）、浜松工場（静岡県浜松市浜名区）、安城工場（愛知県安城市）、*徳山工場（山口県周南市）
- 研究所 - 開発研究センター（茨城県古河市）、*ＳＴ開発本部(山口県周南市)

　*は旧サン・トックスの施設

## 主な事業
- 包装フィルム事業（ポリプロピレンフィルム、ポリエチレンフィルム、蒸着フィルムなど）
- 産業用フィルム事業（シリコーンコートフィルム、TPXフィルム、熱接着性フィルムなど）
- 機能シート事業（発泡シートなど）

## 沿革
- 1929年（昭和4年）1月 - セロハンの製造・販売のため、東京セロファン紙株式会社を設立する（資本金10万円）。
- 1934年（昭和9年）2月 - 王子工場（後の東京工場[4]）を開設。
- 1936年（昭和11年）9月 - 日本ビスコース工業株式会社を吸収合併し、曳馬工場を当社の浜松工場とする。
- 1950年（昭和25年）6月 - 販売部門を分離し、興進社（後に東セロ商事株式会社に社名変更）を総代理店とする。
- 1961年（昭和36年）
  - 10月 - 東京証券取引所第2部に上場。
  - 11月 - 浜松工場にて、ビニロンフィルムの製造開始。
- 1964年（昭和39年）8月 - 東京工場[4]にて、無延伸ポリプロピレンフィルムの製造開始。
- 1969年（昭和44年）10月 - 東セロ化学株式会社設立、古河工場で無延伸ポリプロピレンフィルムの製造開始。
- 1970年（昭和45年）8月 - 茨城工場を開設、無延伸ポリプロピレンフィルムの製造及びフィルムのコート加工開始。
- 1971年（昭和46年）7月 - 資本金を10億円に増資、三井石油化学工業株式会社（現・三井化学）が筆頭株主となる。茨城工場にて、延伸ポリプロピレンフィルムの製造開始。
- 1974年（昭和49年）
  - 5月 - 新東セロ商事株式会社を設立（三井石油化学工業100%出資）。
  - 8月 - 東セロ商事株式会社の各種フィルムの営業権を新東セロ商事株式会社に移管。同時に東セロ商事は新日本総業株式会社に商号変更。
- 1982年（昭和57年）
  - 4月 - 浜北工場を開設、金属蒸着フィルムの製造開始。
  - 10月 - 浜北工場にて、ポリエチレンフィルムの製造開始。
- 1993年（平成5年）10月 - 東セロ化学株式会社及び新東セロ商事株式会社と合併し、社名を東セロ株式会社とする（資本金23億7千万円）。
- 1998年（平成10年）5月 - 本社及び東京支店が新オフィス（柏原ビル）に移転統合する。
- 2000年（平成12年）11月 - OP7号機新設を決定。徳島トーセロフィルム株式会社を100%子会社として設立。
- 2005年（平成17年）1月 - 公募増資により、資本金を34億5千万円とする。
- 2006年（平成18年）4月 - 四国トーセロ株式会社と徳島トーセロフィルム株式会社が合併し、社名を四国トーセロ株式会社とする（資本金4億5千万円）。
- 2007年（平成19年）7月 - 浜北工場・浜松工場を組織統合し、名称を浜松工場とする。
- 2008年（平成20年）4月 - 100%子会社のトーセロパックス株式会社を吸収合併。
- 2009年（平成21年）4月 - 三井化学と株式交換を実施し、同社100%子会社となる。ビニロン事業をアイセロ化学株式会社（現・アイセロ）に譲渡[5]。
- 2010年（平成22年）10月1日 -  三井化学ファブロと事業統合し、商号を三井化学東セロ株式会社に変更[1]。同時に本社を東京都千代田区の住友不動産神田ビル内に移転[1]。同時に三井化学からも一部事業を承継[6]。
- 2011年（平成23年）
  - 4月 - SCIENTEX社（本社：マレーシア/クアラルンプール）と太陽電池封止シート（ソーラーエバ）製造の合弁会社 MCTI SCIENTEX SOLAR SDN. BHD.（本社：マレーシア/マラッカ）を設立。
  - 10月 - MC TOHCELLO（MALAYSIA）SDN. BHD.（本社：マレーシア/クアラルンプール）を100%子会社として設立。
- 2012年（平成24年）4月 - SCGケミカルズ社（本社：タイ/バンコク）と高機能包装用LLDPEフィルム（T.U.X.）の合弁会社 Siam Tohcello Co., Ltd.（本社：タイ/ラヨン県イースタンシーボード工業団地内）を設立。
- 2024年（令和６年）４月 - ＩＣＴ事業（プロテクトフィルム事業および産業用フィルム･シート事業）とパッケージソリューション事業（ＰＳ事業）を分割したうえで、ＩＣＴ事業を新会社の三井化学ＩＣＴマテリアル株式会社へ継承し、ＰＳ事業はサン・トックス株式会社（レンゴー６６％／トクヤマ３４％出資）を吸収統合し、アールエム東セロ株式会社へと商号変更した[3]。